# Hypocrea splendens
Hypocrea splendens är en svampart som beskrevs av W. Phillips & Plowr. 1885. Hypocrea splendens ingår i släktet svampdynor och familjen Hypocreaceae.   Inga underarter finns listade i Catalogue of Life.